# Klatka Faradaya

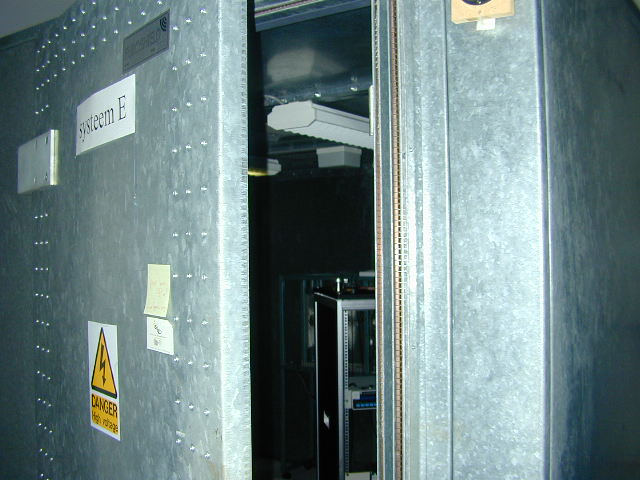
Klatka Faradaya

Klatka Faradaya – metalowy ekran mający chronić przed polem elektrostatycznym, wymyślony i skonstruowany w 1836 roku przez angielskiego fizyka Michaela Faradaya w celu demonstracji jednego z podstawowych praw elektrostatyki.

## Zasada działania
Ponieważ potencjał elektryczny na powierzchni idealnego przewodnika musi być w każdym punkcie taki sam, nie następuje wnikanie pola elektrycznego do wnętrza metalu, a tym samym pole elektryczne nie przenika przez metal. Dzięki temu we wnętrzu klatki, niezależnie od tego jak silnie jest ona naładowana, nie ma pola elektrycznego. W praktyce metale mają dostatecznie dużą przewodność elektryczną, aby płynące w nich prądy natychmiast kompensowały wymuszane różnice potencjału.
Zasadę działania przedstawia poniższy schemat:
- W chwili pojawienia się pola elektrycznego ładunki w przewodniku przesuwają się dzięki zjawisku indukcji.
- Ładunki na powierzchni klatki powodują powstanie pola elektrycznego wewnątrz klatki o zwrocie przeciwnym do pola zewnętrznego.
- Ładunki przesuwają się dotąd, aż pole zewnętrzne zostanie zrównoważone przez pole wytworzone przez ładunki na powierzchni metalu i wówczas w metalu nie będzie pola elektrycznego.
- W wyniku przesunięcia ładunków jedna strona klatki uzyskuje ładunek ujemny, a druga dodatni.

Dla pola elektrostatycznego oraz o powolnych zmianach klatka może być wykonana z metalowej siatki. Przez oka siatki nie przenikają fale o długości znacznie większej niż rozmiar otworów. Metal nie pochłania fal o długości porównywalnej z odległością między atomami metalu (zob. częstość plazmowa).

## Poglądy
Funkcjonuje pogląd mówiący, że dzięki temu efektowi samoloty są odporne na uderzenia piorunów – korpus samolotu ulega naładowaniu, jednak ludzie i elektronika pokładowa nie odczuwają tego. Zdanie to jest prawdziwe tylko do pewnego stopnia. Podczas uderzenia pioruna bardzo duże prądy o dużej częstotliwości, przepływające przez kadłub samolotu, indukują pola elektryczne i magnetyczne wewnątrz kadłuba (podobnie piorun po uderzeniu w drzewo nie płynie całym jego przekrojem jednakowo, lecz w kanale o średnicy kilku centymetrów, powodując rozerwanie drzewa w tym obszarze).
O ile pasażerowie wewnątrz samolotu są względnie bezpieczni wobec samego indukowanego pola, o tyle delikatna elektronika, hydraulika i awionika samolotu mogą poważnie ucierpieć wskutek uderzenia pioruna. Historia awiacji zna liczne przypadki wypadków lotniczych, które spowodowane były w sposób bezpośredni lub pośredni uderzeniem pioruna w kadłub przelatującego samolotu. Uderzenie pioruna w skrzydło może również spowodować wybuch zbiorników z paliwem, rozerwanie skrzydła i w ten sposób doprowadzić do katastrofy samolotu (tak było w przypadku lotu Pan Am 214).
Pogląd, że samochód jest przykładem klatki Faradaya, też jest prawdziwy w pewnym przybliżeniu – samochód byłby idealną klatką Faradaya, gdyby nie miał okien. Dla elektrostatyki samochód osobowy może być z dobrym przybliżeniem traktowany jak klatka Faradaya, ale nie jest dla fal radiowych krótszych od wielkości okien i dlatego antena radiowych fal średnich i długich musi być wyniesiona poza samochód, natomiast fal ultrakrótkich  powinna, ale nie musi; fale używane przez telefon komórkowy są osłabiane w znacznie mniejszym stopniu.